# Satellitby
En satellitby, drabantby eller planetby betegner en byudvidelse, som – selv om den er knyttet til en større by – har et eget forretningsliv og eget næringsliv. Det er ligeledes et krav at den ikke er bebyggelsesmæssigt sammenhængende med centeret, og heri adskiller den sig fra begrebet forstad. Eksempelvis er Gentofte og Hvidovre københavnske forstæder, idet de udgør en del af Københavns byområde, mens Køge og Farum er regnet som satellitbyer på grund af deres manglende bebyggelsesmæssige sammenhæng med den øvrige del af Hovedstadsområdet. Med tiden kan en satellitby dog vokse sammen med centeret og hermed få status af forstad.
Tidligere forstod man satellitbyer som byer, hvor der var udviklet industri, fordi denne var udflyttet fra købstaden for at få bedre muligheder for at udvikle sig.
Begrebet "satellitby" er i Danmark anvendt om sådanne bebyggelser, hvor indbyggerne – til trods for et stedligt næringsliv i form af industri, håndværk, handel og tjenesteydelser – i betydelig grad hver dag pendlede til en nærliggende købstad for at arbejde. Frem til omkring 1970 kunne man for de fleste af sådanne satellitbyer fastslå en overvejende tilknytning til en bestemt købstad, men siden 1970 tiltog pendlingen i et sådant omfang, at denne overvejende tilknytning er blevet mindre udtalt, og i forlængelse heraf er begrebet atter på det nærmeste gledet ud af sproget.
Fænomenet satellitby blev af geografen Aage Aagesen omkring 1960 beskrevet således:
"Ved de større bysamfund er afgrænsningen aldrig skarp, idet befolkningsagglomerationerne omkring byen udviser alle overgangsformer mellem forstaden og den selvstændige bydannelse. Mens den egentlige forstads (sovebyens) befolkning for en meget stor del er beskæftiget i den store bys erhvervsliv, er den selvstændige bydannelses indbyggere erhvervsmæssigt knyttet til deres eget bysamfund og dettes funktioner. Overgangsformer kan enten skabes ved, at industrier, der arbejder for storbysamfundet, af en eller anden grund placeres uden for det egentlige byområde og forårsager en bebyggelses opståen omkring sig (satellitby), eller ved, at selvstændige bydannelser efterhånden bliver bosteder for befolkningselementer, der erhvervsmæssigt tilhører storbyen."